# Eucalyptus tetragona
Eucalyptus tetragona là một loài thực vật có hoa trong Họ Đào kim nương. Loài này được (R.Br.) F.Muell. mô tả khoa học đầu tiên năm 1864.